# Stefan Mörker
Stefan Mörker (* 23. Februar 1978 in Baden) ist ein Schweizer Skeletonfahrer.
Stefan Mörker war zunächst Zehnkämpfer. 1994 wurde er Aargauer Meister. 2002 kam er, nachdem er aus Studiengründen – Mörker studierte Elektrotechnik an der FHA Windisch – die Leichtathletik vernachlässigen musste, durch einen Trainingskollegen zum Skeleton. Seit 2003 gehört er zum Nationalkader der Schweiz. Der Untersiggenthaler gab sein internationales Debüt im Rahmen des Skeleton-Europacups. Im Januar 2003 wurde er in Königssee 21. Im November des Jahres folgte das Weltcup-Debüt in Calgary (31.). Im Januar 2004 gewann er in Lillehammer als 28. erste Weltcuppunkte und startete kurz darauf bei der Skeleton-Europameisterschaft 2004 in Altenberg und erreichte Platz 22. Es dauerte zwei weitere Saisons bis Mörker seine Leistungen nachhaltig stabilisieren und verbessern konnte. Im Dezember 2007 belegte er in Cesana Pariol den fünften Platz in einem Europa-Cup-Rennen und gewann im Januar 2008 Bronze bei der Schweizer Meisterschaft. Damit qualifizierte er sich für den Weltcup und erreichte in Königssee Platz 22 – sein bis dahin bestes Ergebnis im Weltcup. Bei der Skeleton-Europameisterschaft 2008 belegte er den elften Platz. Bei den Weltmeisterschaften 2008 in Altenberg belegte Mörker Rang 23. Seit der Saison 2008/09 tritt er vorwiegend im Skeleton-Intercontinentalcup an, bestes Resultat ist bislang ein dritter Rang in Cesana, erreicht im Januar 2009. National gewann er 2009 und 2010 die Silbermedaille bei den Meisterschaften.